# Lijst van Europarlementariërs voor de PPR
Een overzicht van leden van het Europees Parlement voor de Politieke Partij Radikalen (PPR).
| Lid van het Europees Parlement | Begindatum        | Einddatum       |
| ------------------------------ | ----------------- | --------------- |
| Henk Waltmans                  | 16 september 1976 | 17 oktober 1977 |